# Al-Hakim II
Al-Hakim II (zm. 1352) – kalif z dynastii Abbasydów panujący pod protektoratem mameluków w Kairze w latach 1341–1352.